# Герб Хомутового
Герб Хомутового — символ села Хомутове Донецької області. Автор — Едуард Савченко, на основі герба 1997 року авторства Олега Киричка.

## Опис
Хомутове було засноване 1820 року як станиця отаманом Війська Донського — Хомутовим. Основним заняттям місцевих мешканців був вигул коней для Війська Донського. Враховуючи розташування, то логічно. Неподалік знаходиться частина Українського державного степового заповідника НАН України — Хомутовський степ. Кінь зображений у вільній позі, без збруї і відповідно без хомута (герб є зворотно промовистим).
Золоті рушниця та шабля в горішній частині зображають Військо Донське.

## Історія
19 листопада 1997 року був затверджений герб авторства Олега Киричка. На зеленому тлі срібний кінь що біжить прямо з відхиленням вправо, серед п'яти паростків ковилу, два яких справа а три інших — зліва від коня. Зелене поле герба потрібно розуміти як символ землеробства і сільського господарства в цілому.